# Ghostland
Ghostland (també coneguda com Incident in a Ghostland) és una pel·lícula de terror psicològic del 2018 escrita i dirigida per Pascal Laugier. Ghostland es va mostrar en competició al Festival Internacional de Cinema Fantàstic de Gérardmer, on va guanyar tres premis, inclòs el Gran Premi. S'ha subtitulat al català.

## Argument
Una dona anomenada Pauline viatja amb les seves filles adolescents Beth i Vera a la casa segura de la seva tia Clarisse, recentment morta, després d'haver heretat en el seu testament. La Beth llegeix un article sobre una sèrie d'invasions de la llar on els pares són assassinats, però les filles són separades. Sense que la família ho sàpiga, estan sent assetjats per algú que condueix un camió de caramels.
Poc després d'instal·lar-se a la casa, dos intrusos - un grandot discapacitat mental conegut com el Fat Man i una dona coneguda com la Candy Truck Woman - entren i ataquen la família. Vera és violada per Fat Man, mentre que la Beth intenta escapar, però és abordada per la dona. Quan la Beth li pregunta què vol, la Candy Truck Woman respon: "Només volem jugar amb nines". Llavors Pauline mata els dos intrusos.
Setze anys més tard, Beth és una autora d'èxit de ficció de terror que viu a Chicago amb el seu marit i el seu fill. Apareix en un programa de tertúlies per promocionar la seva nova novel·la Incident en un país fantasma, que es basa en els fets d'aquella nit. Rep una trucada frenètica de la Vera que li demana que torni a casa de la Clarisse, on encara viu amb la Pauline. Quan arriba la Beth, la Pauline explica que la Vera no ha pogut recuperar-se del trauma i que ha patit deliris des de l'incident, tancant-se en una habitació encoixinada al soterrani. La Beth comença a tenir somnis estranys, mentre que la Vera afirma que els seus turmentadors encara estan intentant trobar-los.
Durant un episodi, la Beth troba la Vera encadenada, feta per semblar una nina. Pauline truca a una ambulància i li diu a la Beth que no escolti la Vera. La Beth s'adorm i és capturada per Candy Truck Woman. Es desperta i descobreix contusions a la cara, i troba la Vera també visiblement ferida al soterrani. La Beth la culpa de les seves dues ferides. La Vera implora a la seva germana que digui la veritat, amb la qual cosa es revela que Candy Truck Woman realment va matar Pauline aquella nit: la Beth i la Vera encara són adolescents que es mantenen captives a la casa de Clarisse, i tota la vida adulta de Beth ha estat una al·lucinació.
Candy Truck Woman vesteix a la Beth com una nina i la deixa en una habitació plena de nines, que el Fat Man agredeix i trenca. Quan ell ataca la Beth, ella lluita i fuig. Ella allibera la Vera i s'escapen de la casa. Arriben a una carretera on dos policies les ajuden, informant de l'incident per enviar-les. Tanmateix, tots dos són abatuts per Candy Truck Woman, que recupera les noies.
Beth es retira mentalment a la seva fantasia adulta. En un còctel, coneix el seu ídol, H.P. Lovecraft, que li diu que la seva novel·la és una obra mestra. La Beth veu que la Vera demana ajuda a crits i decideix tornar per rescatar-la. Ella escapa de Fat Man i s'enfronta violentament a la Candy Truck Woman. Un altre agent estatal arriba a temps per matar tant Fat Man com Candy Truck Woman. Després que arribin les autoritats, la Beth veu una visió de la seva mare fent-los signes des de la casa mentre ella i la Vera són traslladades a un hospital.

## Repartiment
- Crystal Reed com Elizabeth "Beth" Keller
  - Emilia Jones com a jove Beth
- Anastasia Phillips com a Vera Keller
  - Taylor Hickson com la jove Vera
- Mylène Farmer com a Pauline Keller
- Kevin Power com a Candy Truck Woman
- Rob Archer com "Fatman Nizar"
- Paul Titley com a H.P. Lovecraft

## Producció
Ghostland és una coproducció canadenca i francesa amb el Canadà que proporciona el 69,12% del finançament i França el 30,88% La pel·lícula es va rodar principalment al Canadà.

### Accident
El desembre de 2016, l'actriu Taylor Hickson es va veure desfigurada facialment mentre rodava una escena per a la pel·lícula. Va ser traslladada d'urgència a l'hospital i va rebre 70 punts de sutura, però va quedar marcada permanentment. El març de 2018, Hickson va demandar la productora de la pel·lícula, Incident Productions, per la feina perduda com a conseqüència de l'incident. Hickson va reclamar en la demanda que "En el curs de la filmació de l'escena, el director Pascal Laugier va dir constantment a Hickson que piqués més fort el vidre amb els punys". Mentre filmava una altra presa, la demanda diu:
| « | El vidre es va trencar, fent que [el seu] cap i la part superior del cos caiguessin a través de la porta i fragments de vidre. Com a resultat de l'incident, [ella] es va tallar fatalment el costat esquerre de la cara. | » |

Hickson, a la demanda, afirma que l'empresa no va prendre "cap de totes les mesures raonables per garantir que es compleixen els estàndards i les pràctiques de la indústria, inclòs, entre d'altres, l'ús de vidres de seguretat i/o dobles d'acrobàcies, segons correspongui".
Independentment de les demandes pendents, la companyia cinematogràfica Incident Productions, Inc., amb seu a Winnipeg, fou declarada culpable de "no garantir la seguretat i el benestar d'un treballador en virtut de la Llei de seguretat i salut en el lloc de treball" i va ser multada amb 40.000 dòlars per la província de Manitoba.

## Estrena
Ghostland es va presentar per primera vegada en competició el 3 de febrer de 2018 al Festival Internacional de Cinema Fantàstic de Gérardmer. Ghostland va guanyar tres premis de cinema al festival, inclosos el Gran Premi, el Premi del Públic i el Premi SyFy. El premi SyFy va ser escollit per cinc bloguers del festival. Frédéric Strauss de Télérama va assenyalar que aquesta va ser la segona coproducció francesa consecutiva que va dominar els premis del festival amb el gran guanyador dels anys anteriors Grave de Julia Ducournau. La pel·lícula va ser estrenada a les sales de França el 14 de març de 2018. En alguns territoris, la pel·lícula va ser publicat com a Ghostland i en altres com a Incident in a Ghostland.

## Recepció
A l'agregador de ressenyes Rotten Tomatoes, la pel·lícula té una puntuació d'aprovació del 55 % basat en 29 ressenyes amb una puntuació mitjana de 6/10. El consens dels crítics del lloc diu: "Incident in a Ghost Land pot satisfer els aficionats del terror a la recerca d'una puntada desagradable, però és narrativament defectuosa i, decididament, no és per als llepafils." Metacritic dóna a la pel·lícula una puntuació mitjana ponderada de 44 de 100, basat en 4 crítics, que indica "crítiques mixtes o mitjanes".
The Hollywood Reporter va declarar que la pel·lícula era una "pel·lícula tensa, encara que una mica cursi," i no era "ni per als dèbils de cor ni per als de ment aguda". La ressenya va assenyalar el diàleg, trobant que "per a la segona pel·lícula [del director] en anglès després de L'home de les ombres del 2012, podria haver repassat més el seu diàleg, que sona terriblement pla." Dennis Harvey de Variety va declarar que a Ghostland "tot sembla llis, intens i desagradable de la mateixa manera buida que ho va fer "Martyrs", perquè tota la crueltat no té sentit. Reemplaçant el pseudo-misticisme buit d'aquesta pel·lícula hi ha uns dolents als quals Laugier no es molesta en proporcionar cap motivació o història de fons." Simon Abrams de The Village Voice va escriure que la pel·lícula era una "crítica inquietant i eficaç de la pornografia de tortura misògina", "de vegades pot jugar com un clon de slasher sense sentit, però les noies turmentades de Laugier sempre demostren ser més fortes que els seus cossos brutalitzats".